# Touch a New Day

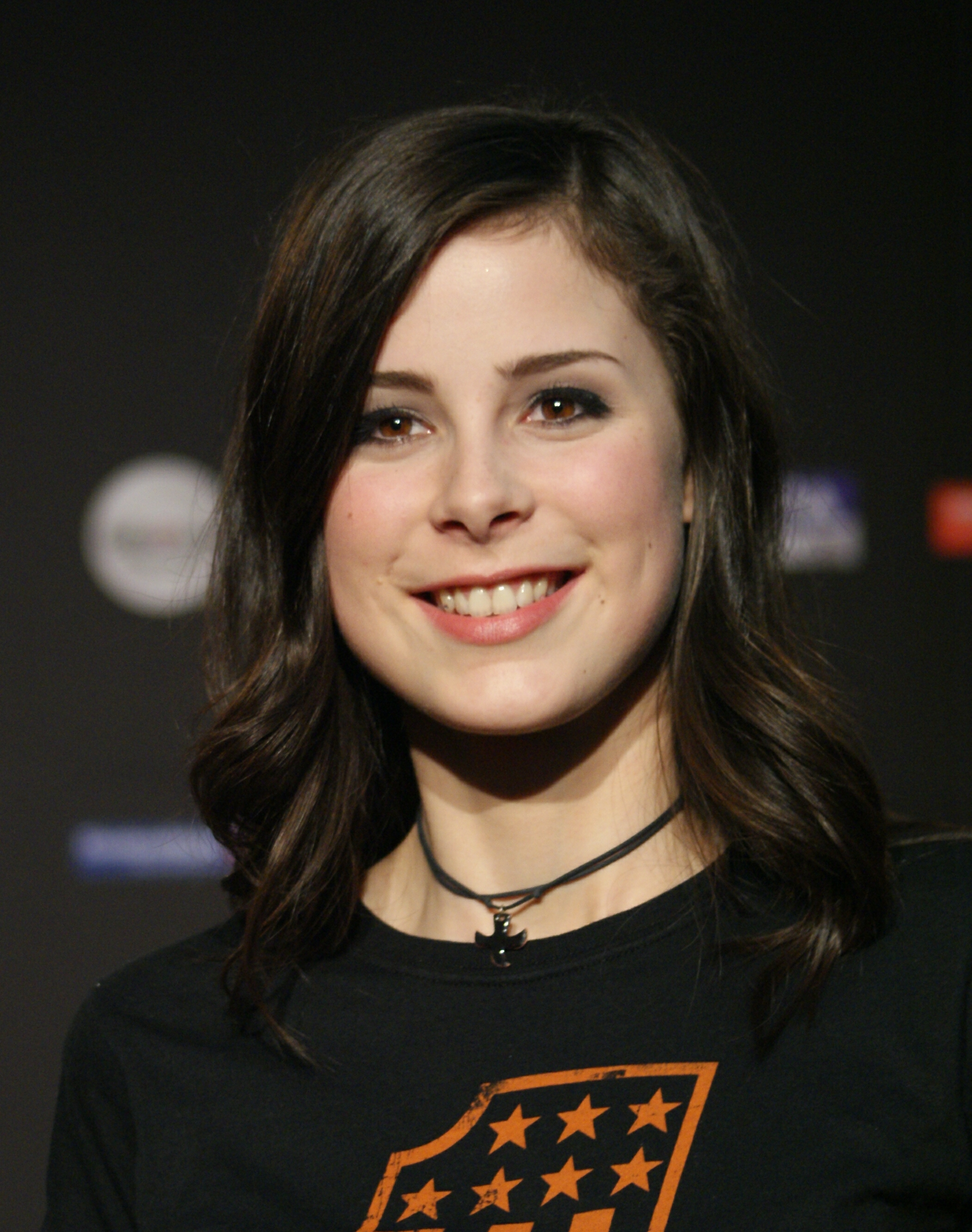
Lena Meyer-Landrut auf der Pressekonferenz nach dem Eurovision Song Contest 2010

Touch A New Day ist ein Lied von Lena Meyer-Landrut und die vierte Singleauskopplung aus dem Album My Cassette Player, die am 6. August 2010 veröffentlicht wurde, aber nicht an den Erfolg der ersten Singleauskopplung anknüpfen konnte. Musik und Text des Liedes wurden von Stefan Raab geschrieben, der Lena Meyer-Landrut durch die Castingshow Unser Star für Oslo bekannt machte. Das Lied hat Meyer-Landrut nach eigener Aussage als zweite Singleauskopplung ausgewählt, weil es „ein total schönes Sommerlied ist und gute Laune macht“. Die Single enthält den nicht auf dem Album My Cassette Player vorhandenen Titel We Can't Go On.
Das Lied Touch a New Day ist im Abspann des 3D-Animationsfilmes Sammys Abenteuer – Die Suche nach der geheimen Passage zu hören, der am 28. Oktober 2010 in den deutschen Kinos startete.
Das Lied wurde in der Kategorie Bestes Video National für einen Echo nominiert.

## Musikvideo
Die Aufnahmen für das Musikvideo unter dem Regisseur Marten Persiel fanden unter anderem in der Erdmannstraße in Hohen Neuendorf im brandenburgischen Landkreis Oberhavel statt und wurden innerhalb von drei Tagen abgeschlossen.
Im Musikvideo fährt Lena mit ihrer Freundin in einem alten Opel Kadett City, den sie vorher bei ihrem Nachbarn „geliehen“ hat, von Brandenburg nach Usedom. Insgesamt soll das Musikvideo einen sommerlichen Tag darstellen.
Angemerkt wurde, dass im Musikvideo Straftaten und Ordnungswidrigkeiten thematisiert werden, u. a. Diebstahl, Sachbeschädigung und Missachtung der Anschnallpflicht. Aufgrund der Tatsache, dass in dem Video dem Opel Kadett das Dach abgesägt wird, berichtet bild.de von verärgerten Oldtimer-Fans.

## Kritiken
Der Rolling Stone lobte das Lied als „Fingerschnippin' Soul-Pop mit schönem Backgroundchor“, bemängelte aber, dass es zu sehr an die „Heinzmann-Raab-Connection“ erinnere. Focus Online kritisiert, dass das Lied zwar „leicht ins Ohr, aber auch leicht wieder raus“ gehe, außerdem sei es ein „glatter, konturenloser Song, der dahinplätschert wie ein Ferientag im Sommer“. Yaez.de urteilt, dass das Lied „hier und da wie schon einmal gehört“ klinge und zweifelt daran, ob es ein erfolgreicher Hit wie das Lied „Crazy“ von Aerosmith sein wird, dessen Videoclip die gleiche Geschichte wie „Touch a New Day“ erzählt. Der die Künstlerin beim Eurovision Song Contest 2010 unterstützende Radiosender NDR 2 pries den künstlerischen Gesamteindruck, da das Lied mit „Fingerschnipsern, luftigen Akustikgitarren und einem ganz leichten Schlagzeug“ untermalt wird und so auch  akustisch halte, „was der Gesang von "Lovely Lena" verspricht“.

## Chartplatzierungen
| ChartsChartplatzierungen | Höchstplatzierung | Wochen |
| ------------------------ | ----------------- | ------ |
| Deutschland (GfK)        | 13 (11 Wo.)       | 11     |
| Österreich (Ö3)          | 26 (7 Wo.)        | 7      |